# Havsfåglar

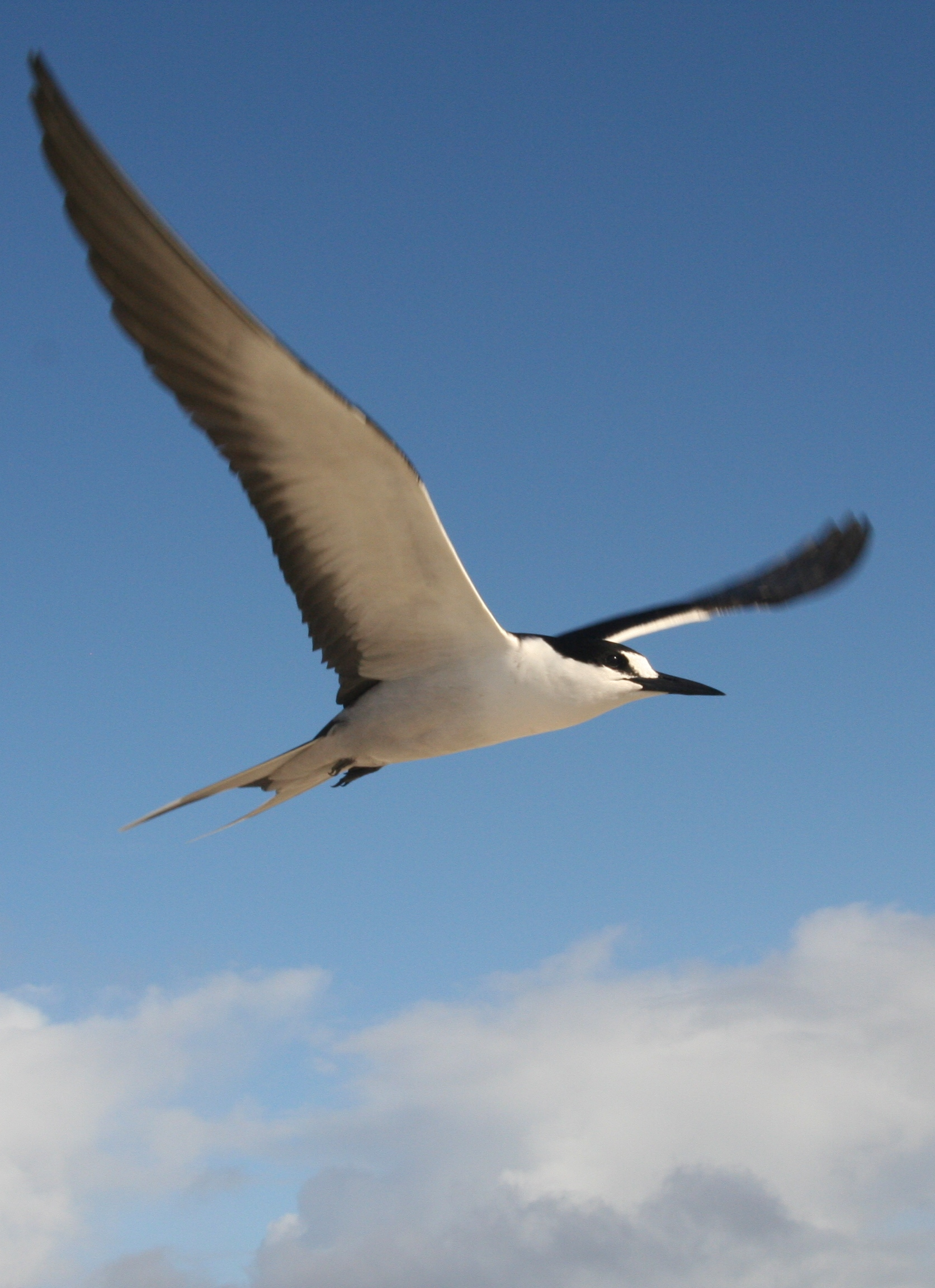
Sottärnan är en havsfågel som kan tillbringa flera år till havs utan att återvända till torra land.

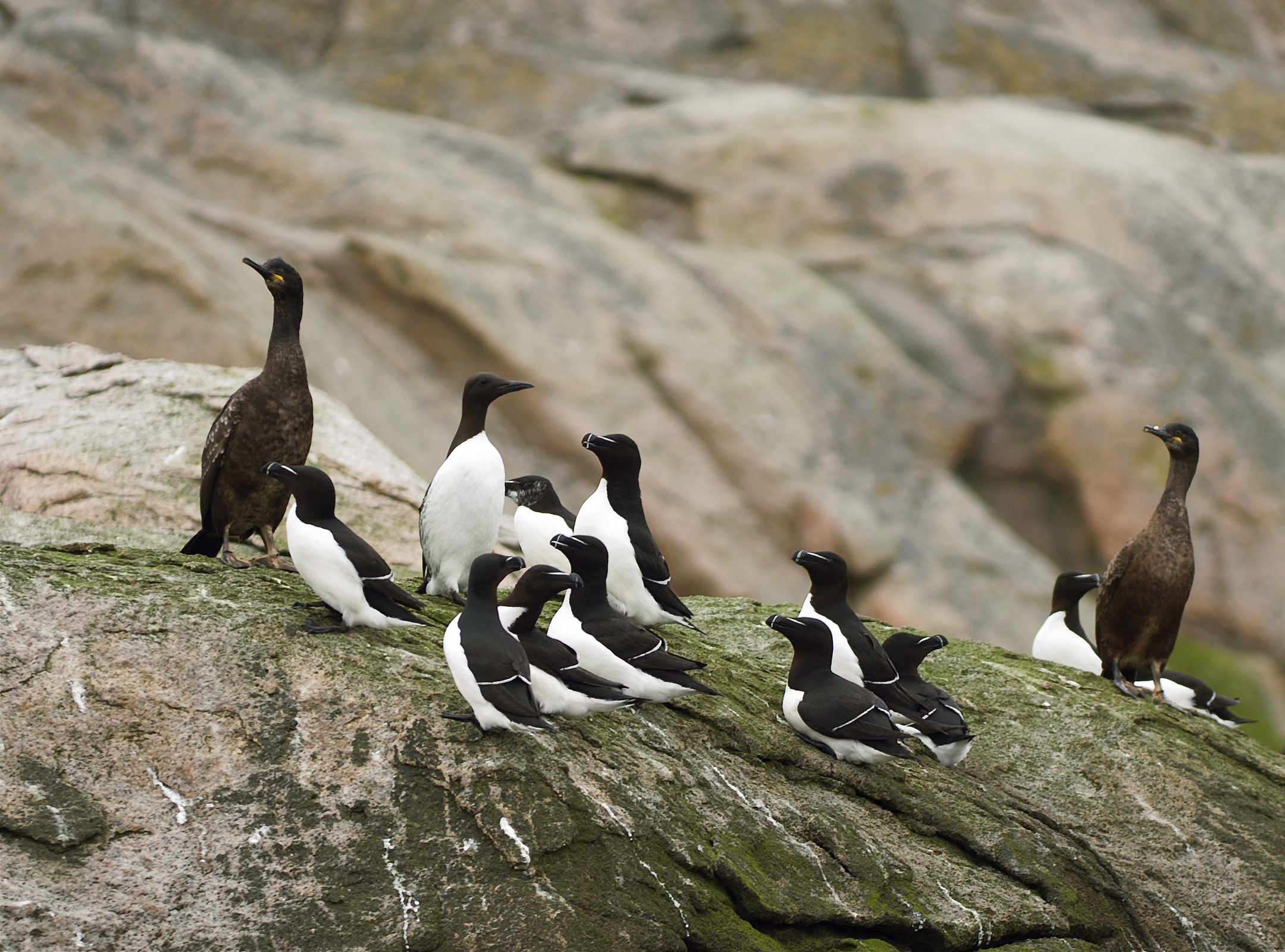
Många havsfåglar häckar i stora kolonier. Här ett foto från en koloni på Lofoten i Norge med tordmule, sillgrissla och toppskarv.

Havsfåglar är fåglar som har anpassat sig till liv inom marina miljöer. Havsfåglar har stor variation i fråga om livsföring, beteende och utseende, men de utgör ett tydligt exempel på konvergent evolution där likartade livsmiljöer lett till likartade anpassningar. De första havsfåglarna utvecklades under kritaperioden och de moderna familjerna under paleogen.
Havsfåglar lever längre, blir könsmogna senare, får färre ungar och tar även hand om sina ungar längre i jämförelse med andra grupper av fåglar. De flesta havsfåglar häckar i kolonier vars storlek varierar från bara några dussin till flera miljoner. De är kända för att göra långa årliga förflyttningar som ofta korsar ekvatorn eller som går runt jorden. De livnär sig på föda som återfinns vid havsytan såväl som i havet, och äter i vissa fall även varandra. Havsfåglar kan vara mycket kustberoende och kan i vissa fall leva på land under stora delar av året.
Förhållandet mellan människor och havsfåglar har en lång historia. De har utgjort mat för jägare, visat fiskare till rika fiskevatten och väglett sjöfarare till land. Många arter är hotade av mänsklig aktivitet och många projekt för att bevara djurarter har organiserats.

## Klassificering
Det finns ingen enhetlig definition av vilka grupper, familjer och arter som är havsfåglar, och de flesta kriterier är mer eller mindre godtyckliga. Två forskare inom området har sagt: "Det vanligaste kännetecknet som alla havsfåglar delar är att de lever i eller kring saltvatten men som med alla konstateranden inom biologin, så finns det vissa undantag." Av tradition anses samtliga pingviner, stormfåglar, petrellfåglar, pelikanfåglar (förutom ormhalsfåglar), och vissa vadarfåglar som labbar, måsar, tärnor och alkfåglar vara havsfåglar. Simsnäpporna brukar även inkluderas bland havsfåglarna, trots att de är vadare, eftersom två av de tre arterna är marina nio månader om året och de korsar även ekvatorn för att hitta föda i pelagiska miljöer.
Lommar och doppingar som bygger bo i sjöar men övervintrar till havs, brukar snarare räknas som sjöfåglar. Arter inom ordningen andfåglar brukar inte kategoriseras som havsfåglar utan istället som sjöfåglar trots att det finns flera arter, exempelvis skrakarna inom familjen Anatidae som är helt marina om vintern. Många hägrar är i högsta grad marina och lever vid sjökuster, men räknas inte heller som havsfåglar.